# Mind Field
Mind Field (chơi chữ giữa hai từ minefield (bãi mìn) và mind (tâm trí)) là một chương trình truyền hình web của Mỹ được sản xuất dành riêng cho YouTube Premium, được sáng lập và dẫn bởi Michael Stevens, người tạo ra kênh YouTube Vsauce. Định dạng của chương trình dựa nhiều vào Vsauce, với Stevens trình bày các tập phim theo phong cách phim tài liệu tập trung vào các khía cạnh của hành vi con người, đặc biệt là bộ não và ảnh hưởng của ý thức. Mỗi tập chứa nhiều thí nghiệm liên quan đến chủ đề của nó, trong đó các tình nguyện viên hoặc chính Stevens tham gia.
Ba mùa của Mind Field đã được phát hành, mỗi mùa có tám tập. Mùa đầu tiên phát sóng đầu năm 2017, mùa thứ hai từ cuối năm 2017 đến đầu năm 2018 và mùa thứ ba từ cuối năm 2018 đến đầu năm 2019. Kể từ ngày 1 tháng 10 năm 2019 đến hết năm 2019, tất cả các tập phim đều có thể xem miễn phí cho những người không có YouTube Premium. Ngày 14 tháng 10 năm 2019, Stevens đăng một video đặc biệt với anh cùng các nhà nghiên cứu và chuyên gia xem và bàn luận về ba tập của chương trình. Ngày 24 tháng 10 năm 2019, nhằm ngày Halloween, một tập đặc biệt dài 40 phút mang tên "What Is The Scariest Thing?" (Điều Đáng Sợ Nhất Là Gì?) được ra mắt. Tập này là một phần của các chương trình nguyên bản nhằm vào mục đích giáo dục của YouTube, theo sau sự thành lập của sáng kiến "YouTube Learning".

## Danh sách tập
| Lưu ý                                                                       |
| --------------------------------------------------------------------------- |
| Tên các tập bằng tiếng Việt trong bài viết này không phải là tên chính thức |

### Mùa 1 (2017)
| TT. | Tiêu đề                                               | Ngày phát hành gốc  |
| --- | ----------------------------------------------------- | ------------------- |
| 1 | "Sự cô lập" "Isolation"                               | 18 tháng 1 năm 2017 |
| Stevens khám phá tác động của sự cô độc và buồn chán lên não bằng cách sống một mình ba ngày trong một căn phòng mà không có tiếp xúc với thế giới bên ngoài.                                           |                                                       |                     |
| 2 | "Bắt chước" "Conformity"                              | 18 tháng 1 năm 2017 |
| Stevens khám phá bản năng bắt chước và làm theo đám đông của con người bằng cách tiến hành những thí nghiệm với các diễn viên nói dối để xem sự phản ứng của tình nguyện viên – người không biết gì cả. |                                                       |                     |
| 3 | "Sự huỷ diệt" "Destruction"                           | 25 tháng 1 năm 2017 |
| Đập phá đồ vật có khiến con người bình tĩnh không? Stevens giải đáp điều này bằng cách làm người khác tức giận rồi đưa họ đồ để phá huỷ và so sánh với những người ngồi im một cách thủ động.           |                                                       |                     |
| 4 | "Trí tuệ nhân tạo" "Artificial Intelligence"          | 1 tháng 2 năm 2017  |
| Stevens cố gắng tìm ra biên giới ngăn cách trí tuệ con người và nhân tạo. |                                                       |                     |
| 5 | "Tự do lựa chọn" "Freedom of Choice"                  | 8 tháng 2 năm 2017  |
| Stevens hợp tác với Moran Cerf, Dianna Cowern và Derek Muller để điều tra xem chúng ta có toàn quyết quyết định suy nghĩ của mình hay có người khác đang lựa chọ thay chúng ta?                         |                                                       |                     |
| 6 | "Chạm" "Touch"                                        | 15 tháng 2 năm 2017 |
| Stevens điều tra xem đâu mới quyết định cách chúng ta cảm giác, cơ thể hay bộ não? |                                                       |                     |
| 7 | "Nhìn mặt bạn kìa" "In Your Face"                     | 22 tháng 2 năm 2017 |
| Stevens khám phá tác dụng của biểu hiện gương mặt khi giao tiếp với người khác, và có phải cảm xúc quyết định biểu hiện gương mặt hay ngược lại.                                                        |                                                       |                     |
| 8 | "Bạn có biết bản thân không?" "Do You Know Yourself?" | 1 tháng 3 năm 2017  |
| Stevens điều tra sự dễ dàng điều khiển ký ức của người khác, và cách nó ảnh hưởng cuộc sống của người đó.                                                                                               |                                                       |                     |

### Mùa 2 (2017 – 2018)
| TT. | Tiêu đề                                                   | Ngày phát hành gốc   |
| --- | --------------------------------------------------------- | -------------------- |
| 1 | "Lợi ích lớn hơn" "The Greater Good"                      | 6 tháng 12 năm 2017  |
| Stevens tiến hành một thí nghiệm về vấn đề xe điện. |                                                           |                      |
| 2 | "Trải nghiệm chất thức thần" "The Psychedelic Experience" | 6 tháng 12 năm 2017  |
| Stevens đến rừng rậm Amazon ở Peru để trải nghiệm những tác dụng lên não của chất thức thần pha Ayahuasca. |                                                           |                      |
| 3 | "Nghi vấn" "Interrogation"                                | 6 tháng 12 năm 2017  |
| Stevens tham khảo các chuyên gia về sự chất vấn và điều khiển. Stevens cố gắng hết sức không nói ra sự thật sau khi được bơm một loại thuốc, thuyết phục một người nhận lỗi họ không phạm và thử che giấu sự thật khỏi một chiếc máy đọc suy nghĩ. |                                                           |                      |
| 4 | "Bộ não và máy móc" "Your Brain on Tech"                  | 6 tháng 12 năm 2017  |
| Stevens góp phần vào một nghiên cứu Đại học California tại Irvine, nới các nhà khoa học thử nghiệm việc chơi video game 3D có thể ảnh hưởng đến trí nhớ về không gian.                                                                             |                                                           |                      |
| 5 | "Bí kíp tạo anh hùng" "How to Make a Hero"                | 13 tháng 12 năm 2017 |
| Stevens nghiên cứu việc con người phản ứng trước một hành động phi đạo đức, sau đó kiểm tra một số học viên của Heroic Imagination Project về sự anh hùng và hiệu ứng bàng quan.                                                                   |                                                           |                      |
| 6 | "Sức mạnh của sự đề nghị" "The Power of Suggestion"       | 17 tháng 12 năm 2017 |
| Stevens tham gia vào một nghiên cứu đột phá của Đại học McGill về một loại placebo. |                                                           |                      |
| 7 | "Tâm trí phân kỳ" "Divergent Minds"                       | 27 tháng 12 năm 2017 |
| Stevens trò chuyện với Derek Paravicini, một nghệ sĩ piano tự kỷ bị hội chứng Savant và khám phá rằng tổn thương não có thể dẫn đến những khám phá về chức năng của nó.                                                                            |                                                           |                      |
| 8 | "Bộ não sốc điện" "The Electric Brain"                    | 3 tháng 1 năm 2018   |
| Stevens nghiên cứu về tác động của điện lên não và cách nó có thể giúp các bệnh nhân tê liệt hồi phục cách di chuyển và giao tiếp. |                                                           |                      |

### Mùa 3 (2018 – 2019)
| TT. | Tiêu đề                                                             | Ngày phát hành gốc   |
| --- | ------------------------------------------------------------------- | -------------------- |
| 1 | "Giả thuyết trao đổi nhận thức" "The Cognitive Tradeoff Hypothesis" | 5 tháng 12 năm 2018  |
| Stevens nghiên cứu về giả thuyết cho rằng lí do tinh tinh có trí nhớ tốt hơn con người là vì chúng ta biết nói, tại Học viện Nghiên cứu Bộ Linh trưởng của Đại học Kyoto.                                                                                           |                                                                     |                      |
| 2 | "Cấp phép đạo đức" "Moral Licensing"                                | 5 tháng 12 năm 2018  |
| Stevens điều tra việc con người, sau khi làm một điều tốt, cảm thấy mình đó là một cái cớ để làm một việc xấu, qua những thí nghiệm, trong đó tình nguyện viên có cơ hội làm một việc tốt và sau đó bị đẩy vào hoàn cảnh phải lựa chọn giữa việc tốt hoặc việc xấu. |                                                                     |                      |
| 3 | "Bộ não Stilwell" "The Stilwell Brain"                              | 12 tháng 12 năm 2018 |
| Stevens thăm quê nhà (Stilwell, Kansas) và biểu diễn cách bộ não tiếp nhận hình ảnh với sự hỗ trợ của các cư dân truyền thông tin cho nhau. |                                                                     |                      |
| 4 | "Thí nghiệm nhà tù Stanford" "The Stanford Prison Experiment"       | 19 tháng 12 năm 2018 |
| Stevens thảo luận và nghiên cứu về thí nghiệm được tiến hành bởi Philip Zimbardo này và tiến hành một thí nghiệm tương tự nhưng trong một bối cảnh ít rùng rợn hơn.                                                                                                 |                                                                     |                      |
| 5 | "Tôi có nên chết không?" "Should I Die?"                            | 26 tháng 12 năm 2018 |
| Stevens trò chuyện với một người hộ tang về cái chết và đến tham quan một cơ sở bảo quản tử thi để quyết định vận mệnh của mình sau khi qua đời. |                                                                     |                      |
| 6 | "Cách nói chuyện với người ngoài hành tinh" "How to Talk to Aliens" | 2 tháng 1 năm 2019   |
| Stevens chuẩn bị để gửi một thông điệp cho người ngoài hành tinh bằng sóng vô tuyến nhờ sự giúp đỡ của Peter Beery, nhà sáng lập của SpaceSpeak. |                                                                     |                      |
| 7 | "Hành vi và niềm tin" "Behavior and Belief"                         | 9 tháng 1 năm 2019   |
| Stevens nghiên cứu cách hành vi của con người ảnh hưởng đến niềm tin của họ bằng một trò chơi truyền hình giả và nghi lễ "trừ tà đảo ngược" do chính anh bịa ra. |                                                                     |                      |
| 8 | "Đọc não" "Mind Reading"                                            | 16 tháng 1 năm 2019  |
| Stevens tìm hiểu cách đọc suy nghĩ và giấc mơ của con người tại Đại học Oregon và Đại học Kyoto. |                                                                     |                      |

### Đặc biệt
| TT. | Tiêu đề | Ngày phát hành gốc   |
| --- | --- | -------------------- |
| 1 | "Tôi xem 3 tập của Mind Field với những chuyên gia & nhà nghiên cứu của chúng tôi" "I Watch 3 Episodes of Mind Field With Our Experts & Researchers" | 14 tháng 10 năm 2019 |
| Stevens ngồi lại cùng với những người đã góp phần vào chương trình để xem và phân tích ba tập của Mind Field. | |                      |
| 2 | "Điều đáng sợ nhất là gì?" "What Is The Scariest Thing?"                                                                                             | 24 tháng 10 năm 2019 |
| Stevens nói chuyện với các chuyên gia về nỗi sợ để tìm hiểu cách nỗi sợ được hình thành và trả lời câu hỏi: đâu là điều đáng sợ nhất. Anh lướt qua từng thứ có vẻ là câu trả lời thích hợp trên dàn dựng của một bộ phim kinh dị và cuối cùng rút ra câu trả lời nhờ thí nghiệm trên một bệnh nhân bị tổn thương hạch hạnh nhân. | |                      |